# Külügyminisztérium (Lengyelország)
A lengyel Külügyminisztérium (lengyelül: Ministerstwo Spraw Zagranicznych, lengyel rövidítése: MSZ) a Lengyel Köztársaság külpolitikájának kialakításáért és végrehajtásáért felelős minisztert - vagyis a külügyminisztert - támogató lengyel kormányzati hivatal. A lengyel Külügyminisztérium fő tevékenysége a lengyel külügyek és Lengyelország Európai Unióban viselt tagságának ügyeinek intézése.

## Története
Az 1918-ban függetlenné vált Lengyelországban már az önállósodást előkészítő bizottságban, 1917 végétől voltak külügyekkel foglalkozó tisztségviselők, de a Kormányzósági Tanács csak 1918. október 16-án döntött a Második Lengyel Köztársaság külügyminisztériumának létrehozásáról, míg az első első külügyminiszter, Leon Wasilewski csak 1918 november 17-én, a Jędrzej Moraczewski-kormány megalakulásakor kapta meg kinevezését. Az első minisztérium Varsóban a Kronenberg-palotában kapott helyet (ul. Mazowiecka 22.), ahonnan 1922-ben költöztek át a Brühl-palotában (Wierzbowa 1).
1939-ben a lengyelországi hadjárat keretében az országot megszállták a németek, a kormánynak menekülnie kellett. A Brühl-palotát a varsói felkelést követően a németek felrobbantották. 1945-ben a Jana Chrystiana Szucha út 23-ba (Aleja Jana Chrystiana Szucha, rövidítve: al. Jana Ch. Szucha) költözött vissza a minisztérium, ahol két ízben is bővítették az épületet: 1950-ben egy oldalszárnnyal, 2005-ben pedig a 21-es szám alatti irodaépülettel. A tervek szerint a tömbön belül 2021-re még egy épületrész lebontásával és újabb építésével nagyobbodhat meg a komplexum.

## Feladatai
- Lengyelország és polgárai érdekeinek képviselete és védelme (diplomácia)
- fenntartja Lengyelország kapcsolatait más országokkal és nemzetközi szervezetekkel
- együttműködés a lengyel diaszpórával
- a Lengyel Köztársaság és a lengyel nyelv támogatása (Lengyel Intézetek)
- diplomáciai és konzuli képviseletek szervezése és irányítása (lásd: Lengyelország diplomáciai misszióinak listája)
- a kormányzati szerv vezetése, külügyek;
- az Európai Unióban való részvétel
- együttműködés más országok külügyminisztériumaival

## Fordítás
- Ez a szócikk részben vagy egészben  a   Ministerstwo Spraw Zagranicznych (Polska) című lengyel Wikipédia-szócikk ezen változatának fordításán alapul.  Az eredeti cikk szerkesztőit annak laptörténete sorolja fel. Ez a jelzés csupán a megfogalmazás eredetét és a szerzői jogokat jelzi, nem szolgál a cikkben szereplő információk forrásmegjelöléseként.